# Hyalymenus dentatus
Hyalymenus dentatus är en insektsart som först beskrevs av Fabricius 1803.  Hyalymenus dentatus ingår i släktet Hyalymenus och familjen krumhornskinnbaggar. Inga underarter finns listade i Catalogue of Life.